# 街基站
街基站是位于黑龙江省齐齐哈尔市泰来县街基乡的一个铁路车站，邮政编码162421。车站建于1926年，有平齐铁路经过该站，现仅办理货运，不办理客运业务，车站及其上下行区间均未电气化。车站距离四平站444公里，隶属沈阳铁路局白城车务段，是四等站。

## 业务办理
不办理客运业务。货运业务办理整车发到。